# Crisóstomo de Esmirna
Chrysostomos Kalafatis (Triglia, Imperio Otomano, 8 de enero de 1867-Esmirna, Imperio Otomano, 10 de septiembre de 1922) (en griego: Χρυσόστομος Καλαφάτης), más conocido como Crisóstomo de Esmirna, fue el obispo metropolitano de Esmirna entre 1910 y 1914, y nuevamente de 1919 hasta su muerte en 1922. Ayudó considerablemente a la invasión griega de Turquía y fue asesinado por un linchamiento después de que las tropas turcas recuperaron la ciudad a finales de la guerra greco-turca de 1919–1922. Fue declarado mártir y santo de la Iglesia Ortodoxa del este por el Santo Sínodo de la Iglesia ortodoxa de Grecia el 4 de noviembre de 1992.

## Primeros años
Kalafatis estudió en la histórica escuela teológica de Halki desde los 17 años. Se convirtió en el obispo metropolitano de Drama en 1902 y el de Esmirna en 1910.

## Regreso a Esmirna
Kalafatis no había estado en buenos términos con las autoridades otomanas/turcas y fue desplazado en 1914. Cuando el ejército griego ocupó Esmirna. En 1919, al comienzo de la guerra greco-turca, Kalafatis fue reincorporado a su cargo como obispo metropolitano. Chrysostomos estaba mal con el Alto Comisionado Stergiadis (designado por el primer ministro griego Venizelos en 1919) debido a la postura estricta de este último contra la discriminación y el abuso al tratar con los turcos locales, y su oposición a la retórica nacionalista inflamatoria utilizada en los sermones, que fue percibido como demasiado político. El diplomático estadounidense George Horton describió cómo Stergiadis interrumpió un importante servicio en la catedral ortodoxa en Esmirna:
El arzobispo Crisóstomo (el que luego fue asesinado por los turcos) comenzó a introducir algo de política en su sermón, cosa que era extremadamente propenso a hacer. Sterghiades, que estaba cerca de él, lo interrumpió diciendo: "Pero te dije que no quería nada de esto".
 Crisóstomo era un ardiente partidario de la causa del nacionalismo griego, mientras que algunos consideraban que Stergiadis se comportaba de una manera perversamente derrotista. Crisóstomos le escribió (ya no siendo primer ministro) a Eleftherios Venizelos en 1922, cuando las tropas turcas se acercaban, y poco antes del Gran Incendio de Esmirna, advirtiendo que «el helenismo en Asia Menor, el Estado griego y toda la Nación griega están descendiendo ahora en el infierno», y lo culpó parcialmente por su nombramiento de Stergiadis, «un egotista completamente loco», a pesar de que era un ardiente partidario de Venizelos.

## Linchamiento
El 10 de septiembre (en el calendario juliano como 27 de agosto) de 1922, poco después de que el ejército turco se mudara a Esmirna, un oficial turco y dos soldados sacaron a Crisóstomo de la oficina de la catedral y lo entregaron al comandante en jefe turco, Nureddin Pasha. El general decidió entregarlo a una turba turca que lo asesinó.
Según los soldados franceses que presenciaron el linchamiento pero que recibieron órdenes estrictas de su comandante en jefe para no intervenir:

"La mafia tomó posesión del obispo y se lo llevó... un poco más adelante, frente a un peluquero italiano llamado Ismail... se detuvieron y el obispo se metió en una peluquería blanca en general. Comenzaron a golpearlo con «sus puños y palos y para escupirle la cara. Lo acribillaron con puñaladas. Le arrancaron la barba, le sacaron los ojos, le cortaron la nariz y las orejas».

El obispo Crisóstomo fue luego arrastrado (según algunas fuentes, fue arrastrado por la ciudad en automóvil o camión) a un callejón sin salida del distrito de Iki Cheshmeli, donde murió poco después.

## Familiares sobrevivientes
Al metropolitano Crisóstomo lo sobrevivieron sus sobrinos, entre los cuales se encontraba Yannis Elefteriades, quien presenció el arresto y la ejecución de su tío, después de haber encontrado refugio a su lado[cita requerida] después del asesinato de sus padres. Se escapó como refugiado al Líbano, donde hoy su nieto Michel Elefteriades es un conocido artista y productor griego-libanés.

## Otras lecturas
- Horton, George (1926), The Blight of Asia, Indianapolis: Bobbs-Merrill.

Horton ha sido cónsul estadounidense en varias posiciones en Asia Menor durante treinta años y fue testigo ocular tanto del genocidio armenio como del griego.